# Hiwatt

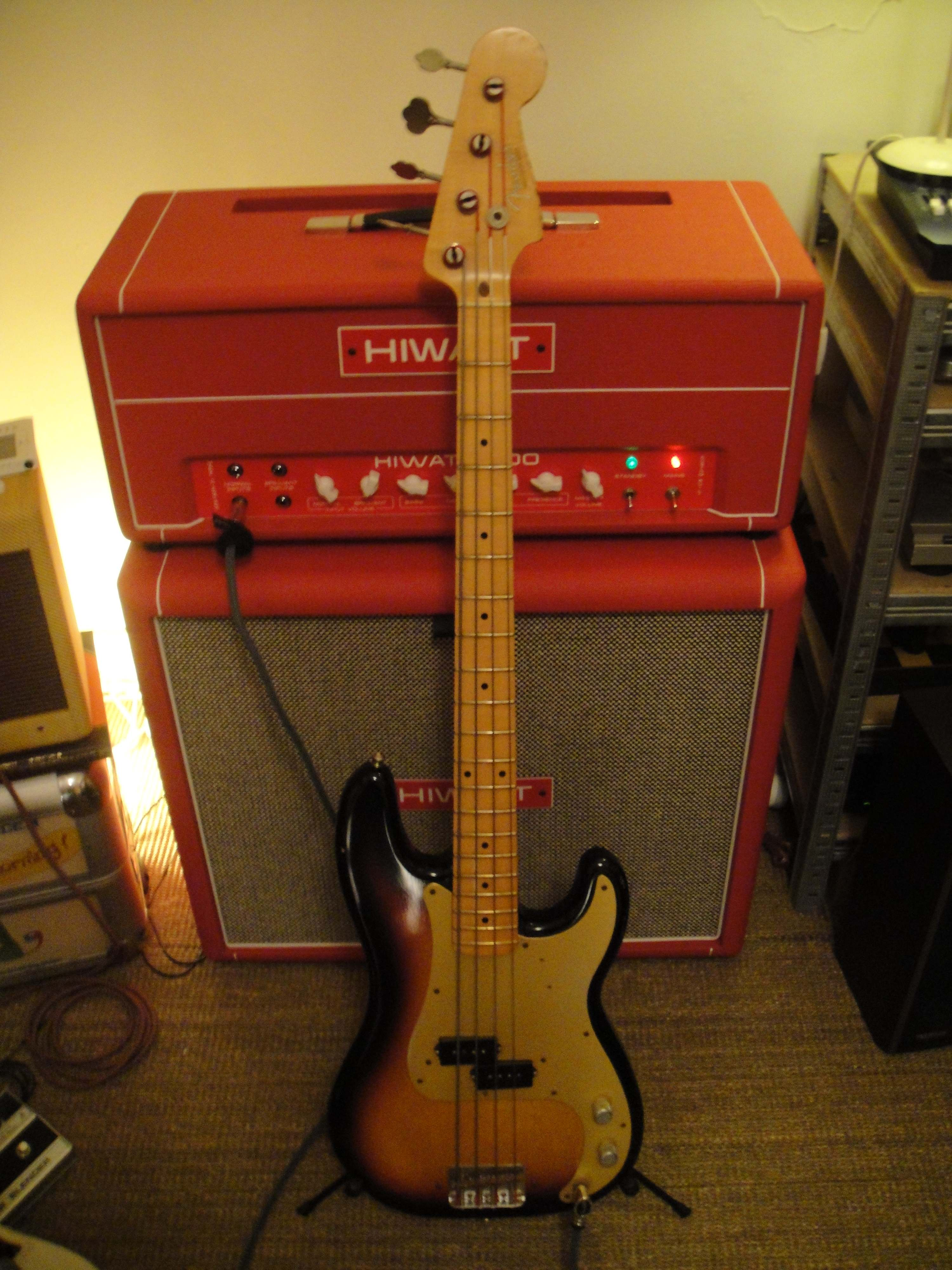
Hiwatt Verstärker mit Fender Precision Bass von 1958

Hiwatt ist eine britische Marke für Gitarrenverstärker, die von Hylight Electronics hergestellt werden.

## Geschichte
Hylight wurde 1966 von dem bei Sound City beschäftigten Ingenieur Dave Reeves gegründet. Die Verstärker wurden (und werden heute wieder) nach militärischen Qualitätsstandards gefertigt und sind ausgesprochen robust.
1981 starb Dave Reeves, die Namensrechte wurden 1984 verkauft. Der heutige Hersteller Hiwatt hat nichts mehr mit den Originalen gemein. Zwei Parteien teilen sich die Namensrechte: Musicground (England), die auch die aktuellen Hiwatt-Reissues herstellen und Fernandes Guitars (Japan).

## Produkte
Hylight produzierte unter der Marke Hiwatt Topteile, Combos und Boxen. Die bekanntesten Modelle sind: DR103 (100-W-Version), DR504 (50-W-Version). Darüber hinaus gab es auch eine 200-Watt- und 400-Watt-Version, die vorrangig für Bass geeignet waren. Die Hiwatt-Verstärker konnten sowohl als E-Bass und/oder Gitarrenverstärker genutzt werden („AP“: All Purpose; engl.: Mehrzweck). Es war auch keine Seltenheit, dass sie für die Verstärkung von Keyboards eingesetzt wurden. Die Hiwatt-Boxen gab es nur in geraden Versionen und waren mit Lautsprechern des englischen Herstellers Fane Acoustics bestückt. Sie sind ebenfalls robust gebaut und somit auch sehr schwer. Besonders rar sind mittlerweile die Combo-Versionen.
Damit ein Hiwatt-Verstärker Verzerrung (Distortion) erzeugt, muss man auf Bodenpedale oder ähnliches zurückgreifen. In den 1960er und 1970er Jahren wurden oftmals Fuzz-Pedale (z. B. Dallas-Arbiter Fuzz Face oder VOX Tonebender Fuzz) dafür genutzt. Beispiele für den „Hiwatt-Sound“ kann man auf folgenden Aufnahmen finden: The Who – Live At Leeds / Pink Floyd – Live in Pompeii.
Aktuelle Hiwatt-Anwender („Reissue“-Modelle) sind unter anderem David Gilmour (Pink Floyd), Arctic Monkeys, The Hives, Joe Walsh, Coldplay, The Kooks, Neal Schon und Wir sind Helden.